# 羅伊斯-埃伯斯多夫的奧古斯塔
羅伊斯-埃伯斯多夫的奧古斯塔（德語：Auguste Reuß zu Ebersdorf，1757年1月19日—1831年11月16日），薩克森-科堡-薩爾費爾德公爵夫人，羅伊斯-埃伯斯多夫伯爵亨利二十四世的女兒，比利時國王利奧波德一世的母親，英國維多利亞女王的外祖母。

## 家庭
1777年，奧古斯塔和薩克森-科堡-薩爾費爾德公爵恩斯特·腓特烈的長子法蘭西斯結婚，兩人共有3子4女：
1. 索菲（1778年—1835年）
2. 安東妮（1779年—1824年）
3. 朱麗安妮（1781年—1860年）
4. 恩斯特（1784年—1844年）
5. 斐迪南（1785年—1851年）
6. 維多利亞（1786年—1861年）
7. 利奧波德（1790年—1865年）